# Ходжсон, Джулиан
Джу́лиан Майкл Хо́джсон (англ. Julian Michael Hodgson; род. 25 июля 1963, Сент-Асаф) — английский шахматист, гроссмейстер (1988).
БИОГРАФИЯ
Впервые Джулиан Майкл Ходжсон привлёк внимание шахматного мира своими успехами в юниорских турнирах, выступая за шахматный клуб Хаммерсмит в Западном Лондоне. В возрасте 12 лет он стал чемпионом Лондона среди игроков до 18 лет, а в 14 лет завоевал титул чемпиона Великобритании среди юношей до 21 года.  
Звания международного мастера и гроссмейстера последовали в 1983 и 1988 годах соответственно. Среди его достижений – второе место на турнире Lloyds Bank Open (1986), победы на турнирах в Бенидорме (1986), Женеве (1988), Кечкемете (1988) и Дос-Эрманасе (1989), а также второе место в Тель-Авиве (1988). В 1989 году он занял первое место по дополнительным показателям на турнире в Сан-Бернардино, опередив сильных гроссмейстеров Кирилла Георгиева и Ивана Соколова. Он часто участвовал в Открытом чемпионате Севильи, где разделил первое место в 1986 и 1988 годах. В 1990 году на World Open в Филадельфии он занял второе место, уступив Игорю Глеку. В национальных чемпионатах он регулярно выступал на чемпионате Великобритании, где четыре раза становился победителем (1991, 1992, 1999 и 2000 годы).  
В командных соревнованиях Джулиан Майкл Ходжсон представлял сборную Англии на шахматных олимпиадах, завоевав бронзовую медаль на Олимпиаде в Нови-Саде (1990) и серебряную индивидуальную медаль в Маниле (1992). Выступление в Маниле последовало после его значимой победы в том же году на крупном открытом турнире в Капель-ла-Гранд.  
В 1997 году он стал победителем Открытого чемпионата Канады по шахматам, а также разделил первое место на Национальном открытом турнире в Лас-Вегасе. В 1998 году в Оксфорде Майкл разделил победу с Йонни Хектором, опередив таких шахматистов, как Джон Нанн и Эмиль Сутовский. В 1999 году он стал победителем North American Open. В 2000 году достиг своего наивысшего рейтинга Elo – 2640. На World Open он вновь выступил успешно, отстав всего на пол-очка от победителей. В 2001 году он разделил победу на Chicago Open с Александром Гольдиным. В течение нескольких лет он играл в шахматных лигах Германии (Бундеслига) и Великобритании (4NCL).  
В 2003 году Ходжсон прекратил участие в профессиональных шахматных турнирах и посвятил себя преподаванию шахмат в школах.
Чемпион Великобритании 1991, 1992, 1999 и 2000 годов. В составе сборной Англии участник пяти олимпиад (1990—1996, 2000).
Лучшие результаты в международных соревнованиях: Рамсгит (1980) и Тель-Авив (1988) — 2—3-е; Лондон (1980, 1986 и 1987) — 2—4-е, 2-е и 1—3-е; Льюисхем (1982) и Копенгаген (1985) — 2—5-е; Брюссель (1984) — 1-е; Вейк-ан-Зее (1985 и 1986) — 1—2-е (побочный турнир) и 6—7-е; Севилья (1986) — 1—3-е; Бенаске (1986) — 1—4-е; Ереван (1986) — 4-е; Бенидорм (1986 и 1988) — 1—2-е и 1—4-е; Бад-Верисхофен (1987) — 1—4-е; Бадахос (1987) и Женева (1988) — 1—2-е; Алмада (1988) — 2—4-е места.

## Изменения рейтинга
| Графики недоступны из-за технических проблем. См. информацию на Фабрикаторе и на mediawiki.org. |